# 神流町ケーブルテレビ
神流町ケーブルテレビ（かんなまちケーブルテレビ）は、群馬県多野郡神流町が運営するケーブルテレビ局である。2006年8月1日運用開始。、愛称はふれあいネット神流。

## 所在地
- 群馬県多野郡神流町大字万場90番地6

## サービスエリア
- 群馬県多野郡神流町

## 主な放送チャンネル

### テレビ局
| リモコンID | デジタル | 放送局     |
| ---------- | -------- | ---------- |
| 1          | 37       | NHK総合    |
| 2          | 39       | NHKEテレ   |
| 3          | 19       | 群馬テレビ |
| 4          | 33       | 日本テレビ |
| 5          | 43       | テレビ朝日 |
| 6          | 36       | TBSテレビ  |
| 7          | 45       | テレビ東京 |
| 8          | 42       | フジテレビ |
| 11         |          | 自主放送   |

- 地上デジタル放送も再送信されている。